# ときめきメモリアルドラマシリーズ
『ときめきメモリアル ドラマシリーズ』は、コナミ（現・コナミデジタルエンタテインメント）が発売したアドベンチャーゲーム3部作の名称である。

## 概要
同社の恋愛シミュレーションゲーム『ときめきメモリアル』の外伝作品として、製作総指揮に小島秀夫を迎え、彼の率いるコナミコンピュータエンタテインメントジャパンの小島組（後の小島プロダクション）によってPlayStationとセガサターン向けに開発された。
パラメーターとスケジュールを管理するシミュレーションゲームであった原作に対し、本シリーズはストーリーを読み進めていくアドベンチャーゲームとなっている。
ストーリー原案はアニメ監督の井出安軌。vol.1とvol.2の監督・脚本は『ポリスノーツ』のプログラマーであった岡村憲明。vol.3では岡村は『ZONE OF THE ENDERS Z.O.E』に着手するために外れ、vol.1からシナリオに携わっていた吉富賢介に交代している。
PS版のみ、全3作が1999年11月25日にKONAMI The BESTとして、また2003年9月18日にPS one Booksとして再発売されている。

### シリーズ一覧
- 『vol.1 虹色の青春』（にじいろのせいしゅん）

1997年7月10日発売。ヒロインは虹野沙希。
- 『vol.2 彩のラブソング』（いろどりのラブソング）

1998年3月26日発売。ヒロインは片桐彩子。
- 『vol.3 旅立ちの詩』（たびだちのうた）

1999年4月1日発売。ヒロインは藤崎詩織と館林見晴。

## ストーリー
vol.1 虹色の青春　
舞台は高校2年の春。きらめき高校サッカー部の補欠選手であるプレイヤーは、目前に控えた強豪校との対抗戦でレギュラーとして出場することを目指し、時にはマネージャーの虹野沙希・秋穂みのりに支えられ、時にはすれ違いながら17日間の特訓に臨む。
vol.2 彩のラブソング
舞台は同年秋。プレイヤーは校内有数のアマチュアバンド「彩」（いろどり）のギタリストとして、文化祭で演奏する新曲の創作に取り組む。そんな中、ふとしたきっかけで出会った片桐彩子の一言が、彼の創作意欲に大きな影響を与えることになる。彼は他人の真似ではなく、自分だけの納得できる1曲を目指す。
vol.3 旅立ちの詩　
舞台は高校卒業目前の2月。主人公は藤崎詩織と卒業文集委員を務めることになる。ずっと心に抱いていた藤崎詩織への思いは高まる一方。しかしその矢先、バレンタインデーに詩織と買い物に行った時に恋の告白をしようとするが、そのまえに「いつまでも仲のいい幼なじみでいてね」と言われて彼は衝撃を受ける。自分を振り返る主人公。詩織にとって自分とはどういう存在なのか、自分は詩織にとってふさわしい男なのか、そして自分には何があるのか。彼は良くないことを悟り、落ち込み続けていた。そんなとき、ふとしたきっかけで始め、一度は諦めたマラソンに、己の全てと詩織への情熱をぶつけることになる。
一方、彼の元に1本の間違い電話がかかってくる。

## ゲームシステム
かつて小島が手がけた『ポリスノーツ』のゲームシステムを継承した、画面内の任意の場所をカーソルで指し示し、表示されたコマンドを選択しながらシナリオを進めていく形式が採用されている。その上で、ストーリーの重要な場面で挿入されるミニゲームを攻略することによってシナリオの展開が進んでいく。カーソルが反応する箇所は『ポリスノーツ』同様に細かく、行えるアクションやそれに応じたメッセージの変化も豊富に用意されている。
『ときめきメモリアル』本編のように高校生活を過ごしながらゲームを進めるが本シリーズは期間が決められており、作品毎に特定の十数日間の中で起きた出来事を体験する内容となる。平日は基本的に登校→学園内の自由行動→ストーリーのメインとなる活動（部活やバンドなど）→下校（vol.1は夜練）→自室、というそれぞれのパートを経るサイクルを繰り返す。メインの活動での行動はエンディングにも影響し、下校時にはヒロイン（一部例外あり）との会話が可能。自由行動時にはゲーム進行やクリアに直接関係ないサブイベントが各所で発生し、メインヒロイン以外のヒロインとの交流はこちらで描かれる。休日にはデートなどの固有のストーリーが展開される。
『ポリスノーツ』と異なる点として、本シリーズのほとんどのシーンは規定回数の行動を取ると自動で進行する。行動回数が決められているため、進行フラグとなる行動を取らなければストーリーが進まなかった『ポリスノーツ』のように好きなだけ調べたり話すことは一部を除いて不可能になった。また、セーブは行動中に任意でセーブコマンドを行う方式から一日の終わりに行う方式に変更された。
なお、画面内の任意の場所をカーソルで指し示す操作性のため、『ポリスノーツ』同様にシリーズ全編においてマウス対応となっている（vol.2、3はギター演奏などのほとんどのミニゲームを除く）。
本シリーズには、『ときめきメモリアル』本編を模した画面フレームが複数用意されており、ゲーム中スタートボタンで切り替える事ができる。なお、『ポリスノーツ』タイプの黒一色（フレーム非表示状態）にする事も可能。

## シリーズの背景
『ときめきメモリアル』（以下、本編）の舞台となった、きらめき高校での学園生活の中の十数日間にスポットを当て、そこで起きた様々な出来事を登場人物との会話を通じて体験していくというコンセプトが採用された。
本編では、プレイヤーはそのプレイの仕方によって毎回異なった学園生活を送ることになるが、本シリーズではそれによって構築されるパラレルワールドから1つだけを採り、3作品それぞれの主人公、すなわちプレイヤーの立場及び人物像をそれぞれ異なるものにし、かつ彼らが同時に存在しているようにしている。劇中でも、例えば『彩のラブソング』の中で「サッカー部の補欠の先輩」、すなわち『虹色の青春』の主人公の話題をキャラクターが口にする場面などもある（設定上、3人の主人公すべてが藤崎詩織の幼馴染みということになっている）。
また、本シリーズでは作品ごとに特定のヒロインをクローズアップするというスタンスを取り、『虹色の青春』では虹野沙希、『彩のラブソング』では片桐彩子、そして『旅立ちの詩』では藤崎詩織のように、そのヒロインの名前から1文字を取って、作品のタイトルに結び付けていた。タイトルは製作総指揮も勤めた小島秀夫によるもの。また、彼女たち以外の本編出演キャラクターはもちろん、ドラマシリーズのオリジナルとして様々な新キャラクターが登場して、ストーリーを盛り上げた（出演キャラクターについてはときめきメモリアルの登場人物を参照のこと）。
本シリーズの企画の原点に、アドベンチャーゲームの汎用ゲームエンジンとしての『ポリスノーツ』の可能性についての模索があった。『ポリスノーツ』のコマンド選択を重ねて行くことにより会話が進展していく特性から、「会話する相手は女の子だったほうが面白いかもしれない」というように話が進み、『ときめきメモリアル』のキャラクターが起用されることとなった経緯がある。
基本的には、ヒロインに（詩織を除く）『ときめきメモリアル』で設定されていたキャラBGMは使われていない（ただし、虹野沙希は彩のラブソングに登場した際には、本編のキャラBGMのイントロが流れる）。
三作品ともに共通の場所や施設が存在するが、主人公の部屋に関しては『彩のラブソング』のみコンポのデザインが異なる。
細かい所に『ポリスノーツ』にまつわるネタがいくつかある。特に『虹色の青春』に多い。また、『虹色の青春』は三作品の中では特に、映画を意識した演出がされている（映画風の専用オープニング等）。
本編とは違い、数値化された主人公のパラメーターはない（『旅立ちの詩』には類似のパラメーターが存在する）。その為、本編のヒロインの告白条件を満たす育成とは違い、主人公が努力を重ねて目的（レギュラー入り・楽曲の完成・完走）となるものを成し遂げる事が重要となる（ヒロインとの交流も必要であるが）。
ドラマシリーズを元にしたCDドラマも発売され、ゲームでは描かれなかったヒロインや登場人物の心情や行動、出来事などが主に描かれている。なお、主役はあくまで3作品のヒロインや登場人物であるため主人公は作中に直接登場せず（名前も設定されていない）、登場人物の間の会話で「あいつ」･「彼」･「先輩」といった表現がされたり、存在が確認されるのみとなっている。

## vol.2 ヒロイン決定読者人気投票の顛末
vol.2制作時は『ファミ通』と提携して、「誌面での読者人気投票1位のヒロインが主役になる」と読者からの投票を募集した。その結果、菊池志穂が声を当てている館林見晴が1位となったが、結局諸般の事情で、vol.2は同じ人気投票で2位になった片桐彩子が主役の『彩のラブソング』となった。
その後、館林はvol.3で藤崎詩織とのダブルヒロインとして起用され、ゲーム的には裏道にあたる位置であるものの準主役級の扱いを受けている。

## 限定版パッケージ
『vol.3 旅立ちの詩』セガサターン版
本編作品以外で唯一限定版が存在するのが、ドラマシリーズの第3弾『旅立ちの詩』のセガサターン版である。
セガサターン版はこの限定版のみの展開（初回限定生産）で、通常版は発売されていない。
同梱物は次の通り。
- セガサターン版ゲームソフト『ときめきメモリアル ドラマシリーズvol.3 旅立ちの詩』
- イラスト集小冊子（卒業アルバム風の装丁）
- 藤崎詩織ポスター（夜光塗料使用で暗闇の中で線画が浮かび上がる。卒業証書風ケース入り）

## おまけ要素
本シリーズのゲーム内に登場するが、ゲーム進行・クリアへの条件とは直接関係ない「おまけ」について記述する。
スタークラッシャー
登場作品 - 『彩のラブソング』『旅立ちの詩』
紐緒結奈が臨時で電脳部に入部する際、5分でプログラムした弾幕シューティングゲーム（STG）であり、猛攻をかいくぐりつつ持続時間とスコア稼ぎを続けていけるかがテーマとなる。『彩』では、キャラが記号の寄せ集めな表示やピコピコサウンドだが（初期の8ビットPCゲーム風味）、『旅立ち』ではきちんとしたグラフィックとBGMでリメイクされており、アーケードゲームの設定になっている。難易度は高い上にゲームバランスも悪い。また任意でスタートボタンを押して強制的にゲームオーバーにする事も可能。
コンカー
登場作品 - 『彩のラブソング』
主人公に「スタークラッシャー」を酷評された結奈が、本気を出して作り上げた「戦闘員能力判定システム」（シューティングゲーム）。
内容は首都奇襲作戦を遂行すべく、真・世界征服ロボプロトタイプを操作する。通常のSTGとは異なり、パンチ（赤（＋）と青（－）の属性がある腕。敵にもその属性がある）や特殊装備（ドリルパンチやホーミング弾）で撃破していくアクションゲームの要素が強く、設定された自機の体力はダメージを受ける・特殊装備を使う以外に時間毎に減るので、回復しつつ進まなければならない。また、体力がなくなるとゲームオーバーになる。ゲーム中、所々で結奈による攻略の解説が為される。
なお、このゲームではコナミコマンドの入力が出来るが、効果はない。
ミニゲームの中で唯一、エンディングが存在している。
ギターマニア
登場作品 - 『旅立ちの詩』
本編のゲームセンターでは、『beatmania』筐体なのだが、内容は彩のラブソングで主体となったギター演奏ゲーム。曲は二曲から選べ、それぞれ『彩』の挿入歌・エンディングテーマのインストゥルメンタルである。難易度表示はないが、前者は判定が甘く後者は判定がやや厳しい。
BEMANIブランドの一つ『ギターフリークス』とは直接の関係はないものの、ギターフリークスの命名エピソードでこのギターマニアの存在が影響しているとされる。
ときめきの時
登場作品 - 『旅立ちの詩』（PlayStation版）
PS版Vol.3で用意された。ミニゲームというよりはアクセサリ要素が強い。
PocketStationに専用データをダウンロードして、PocketStationの時計機能を利用したアラーム時計となる。
ドラマシリーズ各作品に登場するキャラクター（好雄も含む）の一人を選んでアラームキャラクターに設定し、時間帯やアラーム回数によってキャラの表情やセリフが変化する。
ある条件を達成すると、後述の卒業編をVol.3単体で出現できる。
後に『ときめきメモリアル2』で同様のPocketStationを利用したものが採用されている。
放課後編
登場作品 - 『彩のラブソング』『旅立ちの詩』
本編のサブイベントのみをメインとして体験するモード。このモードでも本編同様に進行状況をセーブする事が可能。
アルバム
シリーズ共通のイベントCGを閲覧できるモード。
基本的に卒業後のヒロインと一緒に高校時代の思い出に浸りながら順送りに閲覧するシチュエーション（『彩のラブソング』のみ、シチュエーションがやや異なる）になっているが、『彩のラブソング』以降はサムネイル選択方式で閲覧する事も可能。
先述の放課後編専用のアルバムもある。
卒業文集
登場作品 - 『旅立ちの詩』
本編で製作した卒業文集を見る事ができる。
本編の文集作業で設定したレイアウトがそのまま反映される。また条件を満たすと主人公が高校生活で輝いたことの一つが判明するページが追加される。

### 栗林みえ
本シリーズは、当時コナミが「ときめきティーン」として売り出していた新人アイドル栗林みえのプロモーションも兼ねており、本線シナリオ上ではないものの、3作全てにアイドルの卵である本人役として栗林が出演するシーンが存在し、声も本人が当てている。
当時バーチャルアイドルとして売り出していた藤崎詩織と共に、ゲームメディアを媒体としたアイドルプロモーションを行う構想があった。

### 虹色の卒業式、彩の卒業式
3作目の『旅立ちの詩』が卒業をテーマとした作品であることから、『虹色の青春』『彩のラブソング』のプレイヤー向けのおまけ要素（双方の作品の後日談・完結編の要素が強い）として、作品ごとのある条件を満たしたシステムデータを用意することで、それぞれ虹野沙希、片桐彩子との卒業式を体験することが可能になる。本編クリア後に追加されるおまけモードに表示される項目名から、これらはそれぞれ「虹色の卒業式」「彩の卒業式」と呼ばれる（正式には、「虹色の青春 卒業編」・「彩のラブソング 卒業編」のタイトルがある）。双方とも本編の卒業の日をベースにした内容となっている。
なお、PlayStation版においては、『虹色の青春』『彩のラブソング』のどちらもプレイせずとも、PocketStationを利用することによって「虹色の卒業式」「彩の卒業式」を体験することができる方法が存在する。
また、本編や放課後編と違いカーソルであちこち調べるのではなく、行き先選択のみとなる。
ストーリー
- 虹色の卒業式
沙希と共に過ごした夜練の成果が実り、サッカー部のレギュラー入りを果たした日から時は流れ、サッカー部でのレギュラーとしての活躍も実りついにプロサッカーリーグへの入団が決まり卒業の日を迎えた主人公。それに対して、最近沙希が妙によそよそしい態度になっていくことに彼は困惑する。そんな疑問が渦巻く中、卒業式が始まった。
- 彩の卒業式
文化祭の熱気に包まれたバンドコンテストから月日は流れ、ついに卒業の日を迎えた主人公。卒業式前に校内を歩き、高校卒業による解散はないものの、高校生活のひとつであった「彩」や彩子との思い出に浸っていた。そして迎えた卒業式の後の教室で、彼は自分の机の中から一通の手紙を見つけた。

### コンポについて
メインヒロイン役声優のフリートーク
本編では「おまけ」の中に存在したフリートークは、本シリーズでは「自宅のコンポでラジオを聴く」ことができる。
未クリア状態では雑音混じりでほとんど聴き取れなかったものが、ハッピーエンドを迎えたシステムデータでゲームを始めることではっきりと聴こえるようになる。
『彩のラブソング』では、栗林みえ本人のトークが雑音なしで最初から聞く事が可能。
『旅立ちの詩』ではこれに加えて、前述の「虹色の卒業式」「彩の卒業式」を終えた後に、虹野沙希役の菅原祥子、片桐彩子役の川口雅代のフリートークも聴けるようになっている。
CD
『ポリスノーツ』にもあった同様のシステム。ドラマシリーズで使用したアレンジアルバムからの楽曲（選択すると、出典のアルバムCDのジャケットイメージが表示）やドラマシリーズでの一部の楽曲を幾つか聞く事が可能。進行によって楽曲は増えていく。
作品によっては自室での行動ターン等により選択ができない事がある。
『彩のラブソング』以降はディスク1とディスク2で聞く事のできる楽曲はディスクにより収録の関係上異なる。

## 使用楽曲
ラジオドラマ、ドラマCD制作に当たって制作された楽曲はここでは除く。

### オープニングテーマ
もっと! モット! ときめき
作詞 - SANOPPI&2番を作らなくちゃね!実行委員会 / 作曲 - メタルユーキ / 歌 - 金月真美
『虹色の青春』のみ本編PlayStation版と同じアレンジ、『彩のラブソング』以降は別アレンジ版となっている。別アレンジ版のフルサイズバージョンは、金月のアルバム『Touch and Go』、OVA版『ときめきメモリアル』のサウンドトラックに収録されている。

### 虹色の青春

#### エンディング
出会えて良かった
作詞 - 秋山奈津 / 作曲 - 小西真理 / 編曲 - 岩本正樹 / 歌 - 虹野沙希
シングルでリリースされたほか、同様に虹野沙希名義でリリースされたアルバム『over the rainbow』にも収録されている。なお、『虹色の青春』のオリジナル・ドラマ・サントラには収録されていない。また、『虹色の青春』のマニュアルの裏表紙には1番の歌詞を英訳したものが書かれている。
本作を含め、本シリーズのエンディングテーマは主役ヒロインによって歌われたものとクレジットされており、シングルCDのジャケットなどにも声や歌を担当した声優は一切出てこない。

#### 挿入曲
今はまだ遠いLovesong
作詞・作曲 - 松浦有希 / 歌 - 丹下桜
ゲーム上で歌は流れないが、秋穂みのりのイメージソングとされ、インストバージョンがBGMとして使用されている。なお、ボーカルバージョンはアルバム『ときめきメモリアル ボーカル・ベスト・コレクション4』と、丹下のシングル『MAKE YOU SMILE』（カップリング収録）およびアルバム『MAKE YOU SMILE』、ベストアルバム『SPUR』に収録されている。

### 彩のラブソング

#### エンディングテーマ
Tomorrow
作詞：秋山奈津 / 作曲：小西真理 / 歌 - 片桐彩子
「Tomorrow〜Beside you〜」「Tomorrow〜See you〜」「Tomorrow〜Only you〜」の3種類のバージョンがある。ゲーム上での選択により、3バージョンのうちのどれがエンディングテーマになるかが決定される。サビまでの曲展開はほとんど同じ。
3バージョンのうち、片桐彩子名義のシングル「Tomorrow/日曜の雨のように」に収録されたのは「〜Beside you〜」「〜See you〜」のみで、「〜Only you〜」は、後に片桐彩子名義で発売されたアルバム『Message』に収録されている。なお、『彩のラブソング』サウンドトラックには3バージョンがすべて収録されている。
『旅立ちの詩』では「〜Only you〜」がインストゥルメンタルとして採用されている。

#### 挿入曲
日曜の雨のように
作詞 - さゆ鈴 / 作曲 - 桐岡麻季 / 歌 - 片桐彩子
本線シナリオで流れる挿入歌。登場人物により歌われる演出がなされる。上記主題歌シングルではフルバージョン、『彩のラブソング』サウンドトラックではゲームバージョンの収録となっている。また、アレンジも若干異なる。
それがあなたのいいところ
作詞 - 丹下桜 / 作曲 - 宮島律子 / 歌 - 丹下桜
秋穂みのりサブシナリオで流れる挿入歌。「日曜の雨のように」と同じように、登場人物により歌われる演出がなされる。作中で作詞に対するみのりの悩みも描かれるため『彩のラブソング』のディレクターを務めた岡村憲明の一存で、みのり役の丹下への作詞依頼がなされた。
この曲は『彩のラブソング』サウンドトラックには収録されず、音源としては丹下のシングル「CATCH UP DREAM」（カップリング収録）のみが存在する。この曲は2006年12月現在においてもアルバム未収録である。
Hurry Up!
Tears Angel
作詞 - さゆ鈴 / 作曲 - 桐岡麻季 / 歌 - 片桐彩子
どちらも元は『彩のラブソング』におけるギターゲーム用楽曲。ゲーム制作時は歌詞どころか正式な曲名すらなかった（桐岡曰く、「人まね曲1、2」とのこと）。『彩のラブソング』サウンドトラック向けに曲名と歌詞を新たに制作され、ゲーム中のバンド「彩」によって演奏されたことになっている（演奏名義については前述の片桐彩子名義の楽曲も含む）。『彩のラブソング』サウンドトラックのブックレットは2つ（通常のブックレットと「彩」楽曲の歌詞カード）に分かれている。

### 旅立ちの詩

#### エンディングテーマ
幸せのイメージ
作詞 - 秋山奈津 / 作曲 - 桐岡麻季 / 歌 - 藤崎詩織
藤崎詩織編のエンディングテーマソング。シングルでリリースされたほか、同様に藤崎詩織名義でリリースされたアルバム『風の扉』、ベストアルバム『forever with you』、『旅立ちの詩』サウンドトラックにも収録されている。
星空のパワー
作詞 - 秋山奈津 / 作曲 - 桐岡麻季 / 歌 - 館林見晴
館林見晴編のエンディングテーマソング。「幸せのイメージ」とは違い、シングルリリースはされておらず、館林見晴名義のアルバムにも収録されていない。『旅立ちの詩』サウンドトラックのみの収録となっている。

#### 挿入曲
4月の翼
作詞 - 新谷早苗 / 作曲 - 桐岡麻季 / 歌 - 金月真美
『旅立ちの詩』サウンドトラックに収録されたイメージソング。作詞者の新谷は、発表当時はまだ「コナミの歌姫」と注目されていなかった。また、このサウンドトラックのブックレットの桐岡のコメントより、この時期以前もデモテープ用に歌を入れていた「歌のお姉さん」であったことが明かされている。

## 関連商品

### 書籍
- 『虹野沙希 虹色の青春 メモリアルブック』（1998年、コナミ、ISBN 978-4575160963）
- 『ときめきメモリアルドラマシリーズvol.1 虹色の青春 プライベートアルバム』（1997年、双葉社スーパームック、双葉社、ISBN 978-4575470505、ISBN 978-4575470499）
- 『ときめきメモリアルドラマシリーズvol.1 虹色の青春 公式完全ガイドブック』（1997年、KONAMI OFFICIAL GUIDE コナミ完璧攻略シリーズ、双葉社、ISBN 978-4575160628）
- 『ときめきメモリアルドラマシリーズvol.1 虹色の青春』（1997年、KONAMI OFFICIAL GUIDE 公式ガイドシリーズ、NTT出版、ISBN 978-4871888776）
- 『ときめきメモリアルドラマシリーズvol.1 虹色の青春』（1997年、KONAMI OFFICIAL GUIDE パーフェクトシリーズ、コナミ、ISBN 978-4883176809）
- 『ときめきメモリアルドラマシリーズvol.2 彩のラブソング シナリオブック』（1998年、双葉社、ISBN 978-4575470888）
- 『ときめきメモリアルドラマシリーズvol.2 彩のラブソング』（1998年、KONAMI OFFICIAL GUIDE 公式ガイドシリーズ、NTT出版、ISBN 978-4871889414）
- 『ときめきメモリアルドラマシリーズvol.2 彩のラブソング』（1998年、KONAMI OFFICIAL GUIDE パーフェクトシリーズ、コナミ、ISBN 978-4883177011）
- 『ときめきメモリアルドラマシリーズvol.2 彩のラブソング ビジュアルコレクション』（1999年、KONAMI OFFICIAL GUIDE パーフェクトシリーズ、コナミ、ISBN 978-4883177394）
- 『ときめきメモリアルドラマシリーズvol.3 旅立ちの詩』（1999年、KONAMI OFFICIAL GUIDE パーフェクトシリーズ、コナミ、ISBN 978-4883177417）
- 『ときめきメモリアルドラマシリーズvol.3 旅立ちの詩 ビジュアルコレクション』（1999年、KONAMI OFFICIAL GUIDE パーフェクトシリーズ、コナミ、ISBN 978-4883177721）

### CD
- 『ときめきメモリアル ドラマシリーズ 虹色の青春 オリジナル・ドラマ・サントラ』（1997年、キングレコード）
- 『ときめきメモリアル 虹色の青春 forever』（1998年、キングレコード） - 文化放送のラジオ番組「CLUBときめきメモリアル」内で放送されたドラマを収録。第5弾まであり。
- 『ときめきメモリアル ドラマシリーズvol.2 彩のラブソング オリジナル・サウンドトラック』（1998年、キングレコード）
- 『ときめきメモリアル 彩のラブソング with you』（1998年、キングレコード） - 文化放送のラジオ番組「CLUB db」内で放送されたドラマを収録。第5弾まであり。
- 『ときめきメモリアル ドラマシリーズvol.3 旅立ちの詩 オリジナル・サウンドトラック』（1999年、キングレコード）
- 『ときめきメモリアル 旅立ちの詩 so long 〜館林美晴〜』（1999年、キングレコード） - ドラマCD
- 『ときめきメモリアル 旅立ちの詩 so long 〜藤崎詩織2〜』（1999年、キングレコード） - ドラマCD

## その他
ドラマシリーズでの詩織の人物像について
今作品では詩織の男性への理想像が完璧であるイメージがやや抑えられているか、特に重要視されていない（幼なじみでクラスの優等生としての傾向が強く、本編のような描写は少ない）。
ただし、『旅立ちの詩』の詩織ルートで最後まで進む場合は詩織のその設定が主人公自身が抱いている詩織のイメージとしてつきまとっており、イメージに翻弄され苦悩する。『旅立ちの詩』自体、主人公自身が（本編の）詩織の理想像とは程遠い高校生活を送っており、それが一種のコンプレックスと化すのがストーリーの軸の一つとなっている。
次回作への予告編
『虹色の青春』のみ次回作『彩のラブソング』の予告があるが、再発売版（コナミ・ザ・ベスト、PS One Books）では削除されている。
ギターの違い
『彩のラブソング』の主人公と片桐彩子の屋上シーンのイメージイラストでは主人公がエレキギターを演奏しているのだが、本編ではアコースティックギター（エレアコ）になっている。
ベラ・ノッテの店長
特徴的な「ザマス口調」のキャラであるベラ・ノッテの店長だが、『ポリスノーツ』の重要なイベントで登場する人物の外観とほぼ同じである（特に『虹色の青春』で顕著。ポーズまで似ている）。さらに『旅立ちの詩』では、その重要イベントに関わるアイテムが登場している。
喫茶店の店長スペシャル
シリーズの喫茶店に共通して登場する料理であり、パフェだったりスパゲッティだったりするメニュー。注文する事が可能で、画面には登場しないが見た目はかなり異質なものらしく、味も説明しづらい不思議な味らしい（不味いわけではなく、甘味・苦味・辛味・酸味等一通りわかる程度）。また、喫茶店イベントではヒロインに料理の話題を振ると、その料理の好みがどれくらいなのか聞く側がドキドキするような回答をする。
映画館での上映作品
デート中の映画イベントは小島組（現・小島プロダクション）が製作した作品（『ポリスノーツ』・『メタルギアソリッド』）が上映されており、場面の一部が見られる。
『ポリスノーツ』は『虹色の青春』で上映されている。見終わった後に同作の内容を知っていると有利となる会話がある。
『メタルギアソリッド』は『彩のラブソング』『旅立ちの詩』で上映されているが、『彩のラブソング』では同作の開発中のもの、『旅立ちの詩』では同作本編ストーリーに沿った大まかな流れで上映されており、字幕がスクリーンにある（一部、同作からフィードバックされたネタもある）。
このドラマシリーズのセーブデータは『メタルギアソリッド』のあるイベントで認識する。
字幕が出ないセリフ
Vol.2において英語を混じらせた喋りが特徴の片桐彩子のセリフだが、ある場面では演出上あえて字幕を表示しない箇所がある。
実は主人公役が存在していた
『彩のラブソング』公式ガイドブック（NTT出版）の出演者インタビューによると、収録の際に主人公のセリフ担当をした人物が存在した事が明かされている。
なお、主人公自体の声を収録する目的ではなく、あくまでもヒロイン役が演じやすくするために用意されていたという。ゲームには収録されていないので、スタッフロールにも主人公を担当した人物はクレジットされていない。
また、一部の端役のセリフでは開発スタッフが声を担当していたりする。
小島プロダクションでの本作品の扱い
このドラマシリーズは、小島プロダクション（旧KCEJ）制作であるのだが、小島プロダクションとなった時のHPでは基本的に作品紹介に入っていない（ただし、旧KCEJ時代にはリリース作品としてのページはあった）。
また、小島秀夫は開発に関わっていても、通常の監督名義ではなく「制作総指揮」「演出指導」としてクレジットされている。なお、『彩のラブソング』のみ小島はプロデューサーのみでの表記である。
『虹色の青春』の映画ポスター風の広告に記してある複数のコメントの中に小島が「ゲーム監督」名義で本作品への感想コメントをしている。
後の小島プロダクション作品へ
このシリーズで使用した音声システムは、『ポリスノーツ』ではモノラル音声であったものを、ステレオ音声に改良して使用している。この音声システムは後に『メタルギアソリッド2』等に採用されている（『ザ・ドキュメント・オブ メタルギアソリッド2』のプログラム解説より）。
卒業文集の原稿の執筆者
旅立ちの詩の卒業文集で読む事のできる各部活の紹介文や人物の紹介文は一般公募されたものであり、スタッフロールで「文集に協力してくださった皆さん」として執筆協力者の名前がクレジットされている。
進行不能バグ
彩のラブソング初期生産版には物語中盤最後付近で進行しなくなるバグがある。発生条件は不明だが、当時該当する製品をコナミは修正されたものと交換しており、後期生産版や再発売版では修正されている。